# Immobilien Service Deutschland

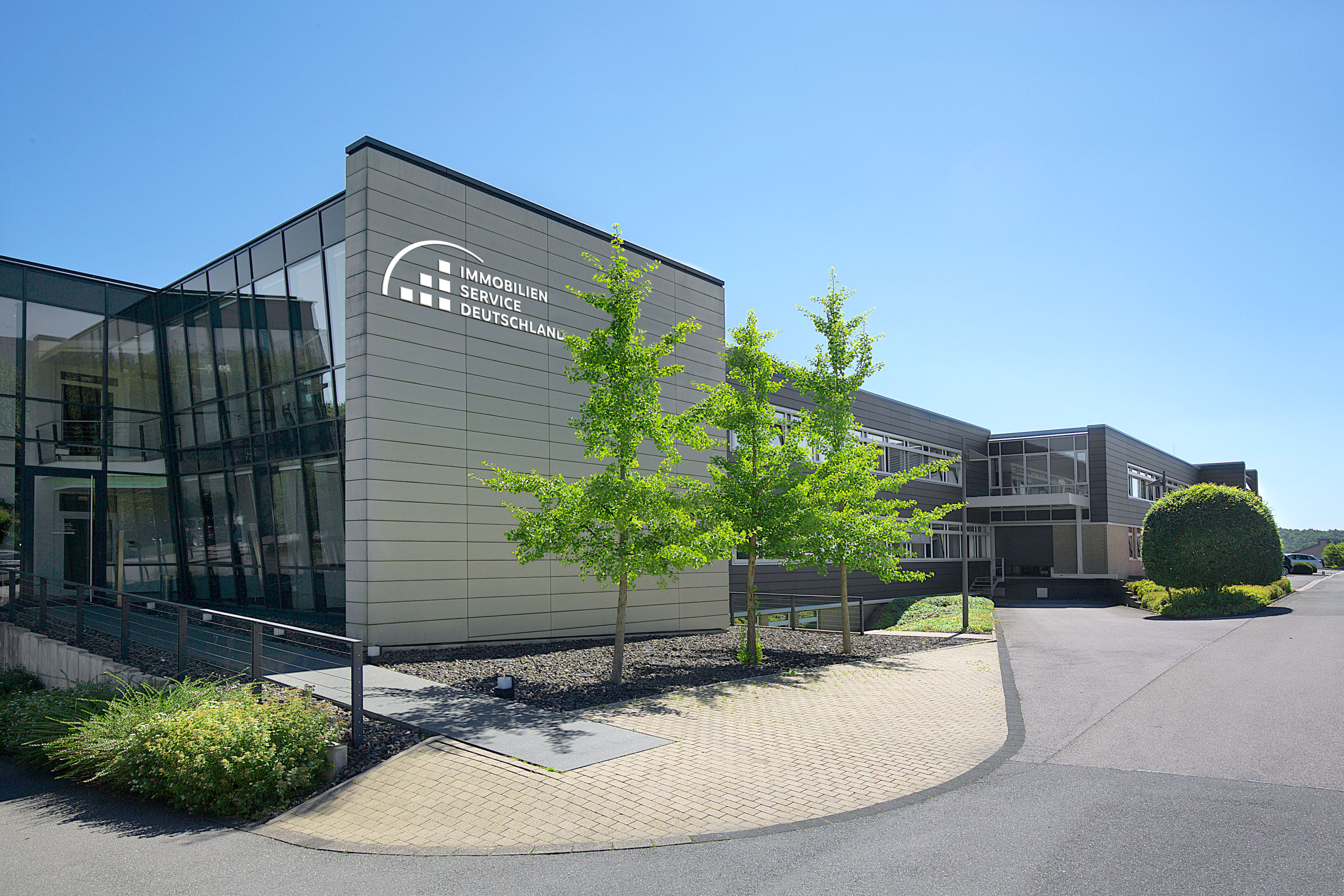
Frontansicht des Kompetenzcenters des ISD Immobilien Service Deutschland in Lüdenscheid

Der ISD Immobilien Service Deutschland (abgekürzt: ISD) ist ein deutscher Gebäudedienstleister für Wohn- und Gewerbeimmobilien mit Stammsitz in Lüdenscheid. Im Jahr 2022 sind rund 6.500 Mitarbeiter für den Immobilien Service Deutschland tätig. Das Unternehmen erzielte im Jahr 2020 einen Umsatz von 139 Mio. Euro. und hatte 88 Niederlassungen.
Der Immobilien Service Deutschland ist in folgenden Dienstleistungsbereichen tätig: Außenreinigung, Treppenhausreinigung, Grünflächenpflege, Haustechnik/Hausmeisterservice und Winterdienst.